# IBM 709

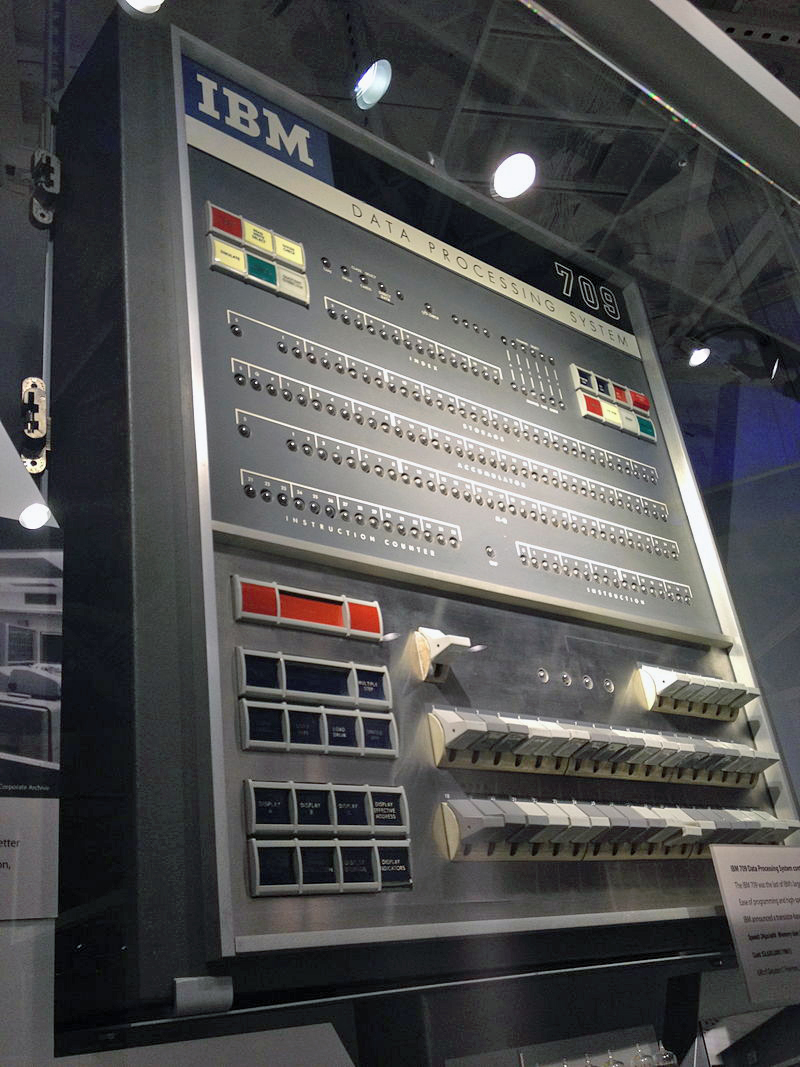
Панель IBM 709

IBM 709 — комерційний компʼютер IBM. Поліпшена версія IBM 704, друга в серії наукових комп'ютерів IBM 700/7000. Представлена у серпні 1958. Транзисторна версія 709, названа IBM 7090, була представлена в листопаді 1959.

## Опис
709 був побудований з використанням вакуумних ламп.
В системі 709 була вперше представлено програму FORTRAN Assembly Program (FAP).
IBM 709 використовував паралельний ввід/вивід, непряму адресацію, а також інструкції конвертації даних десяткової арифметики. В пам'яті зберігалось 32 768 36-розрядних слів, процесор виконував 42000 інструкцій додавання або віднімання, або 5000 множень на секунду.
Додатковий апаратний емулятор забезпечував можливість виконання програм IBM 704. Це був перший комерційно доступний емулятор до 1960 року. Регістри й інструкції 704 були емульовані апаратно, інструкції з рухомою комою й інструкції вводу-виводу — програмно.